# Jean-Marc Ferreri
Jean-Marc Ferreri, född 26 december 1962 i Charlieu, är en fransk före detta fotbollsspelare. Han har gjort 37 landskamper och tre mål för Frankrikes landslag, med vilka han vann landets första EM-guld med 1984. På klubblagsnivå vann han även Champions League 1993 med Marseille.

## Meriter
Auxerre
- Ligue 2: 1980

Bordeaux
- Ligue 1: 1987
- Coupe de France: 1987
- Franska Supercupen: 1986

Marseille
- Champions League: 1993
- Ligue 2: 1995

Frankrike
- EM-guld: 1984
- VM-brons: 1986